# 马海干盐湖
马海干盐湖，又名马海盐滩，位于中国青海省海西蒙古族藏族自治州大柴旦镇马海，距离大柴旦108千米，有315国道、215国道、313国道通行。

## 盐湖物质成分
盐湖卤水为晶间卤水，化学类型为硫酸盐型硫酸镁亚型，矿化度在1.43-465.4克每升之间，平均300克每升。pH值在6.8-8.75之间，平均7.3。干盐湖内有碳酸盐、硫酸盐和氯化物等共23种盐类沉积矿物。

## 地理
湖盆为构造断陷盆地，盆地面积3700平方千米。盐滩面积2000平方千米，湖面海拔2742米，是柴达木盆地六大干盐湖之一。
马海干盐湖边缘有两座较大的残留湖——德宗马海湖（9平方千米或11平方千米）和巴伦马海湖（4.5平方千米）。

## 开发
已探明盐湖石盐储量10亿吨，氯化钾储量800万吨。冷湖盐化总厂与马海盐场在湖滨建有工厂，利用光卤石生产钾肥，氯化钾年产量上万。